# Piet van der Horst
Petrus "Piet" Michaelis van der Horst (né le 25 octobre 1903 à Klundert et décédé le 18 février 1983 à Breda) est un coureur cycliste néerlandais spécialiste de la piste.

## Biographie
En 1928, il remporte une médaille d'argent aux Jeux olympiques d'Amsterdam, lors de la compétition de poursuite par équipe avec Janus Braspennincx, Johannes Maas et Jan Pijnenburg. Il devient ensuite professionnel, de 1931 à 1935.

## Palmarès

### Jeux olympiques
- Amsterdam 1928
  -  Médaillé d'argent de la poursuite par équipe, avec (Janus Braspennincx, Johannes Maas et Jan Pijnenburg)